# Nguyễn Đan Quế
Nguyễn Đan Quế, född 13 april 1942 i Hanoi, är en vietnamesisk endokrinolog och prodemokratisk aktivist i Saigon. Han fängslades från 1978 till 1988, 1990 till 1998, 2003 till 2005, och kort 2011 på grund av anklagelser om statlig säkerhet relaterade till hans aktivism. 2003 beskrev The New York Times honom som "Vietnams mest kända dissident".